# Юнг, Георг (художник)
Георг Юнг (нем. Georg Jung ; 31 декабря 1899[…], Зальцбург — 5 декабря 1957, Вена) — австрийский художник. Как представитель течения «Новой вещественности» он создавал многочисленные портреты и пейзажи, часто обращался к религиозным темам. Абстрактные цветовые сторонних исследователей его поздних работ также имеют большое значение.

## Биография
Георг Юнг родился в семье владельца известного отеля Hotel de l’Europe в Зальцбурге и вырос в интернациональной атмосфере. Он посещал Академическую гимназию Зальцбурга, прежде чем бросить школу в 1916 году, чтобы записаться на год добровольцем. Вернувшись с войны и окончив школу, Юнг переехал в Вену, чтобы изучать медицину. В то же время он посещал вечерние курсы рисования обнаженной натуры в Венском университете прикладного искусства. С 1925 по 1938 год Юнг был членом Хагенбунда. В 1945 году он присоединился к венскому сецессиону, в составе которых оставался до 1952 года.
После смерти отца в 1934 году Юнг вернулся в Зальцбург, чтобы взять на себя управление отелем. Несмотря на то, что Юнг больше себя ассоциировал художником нежели владельцем отеля, все равно он занимался его управлением до 1938 года, когда ему пришлось продать его под давлением немецкого вермахта.
Первый брак Юнга был с Леопольдиной Вертнер. В 1925 году он написал ее картину «Шагающая Лили», на которой она пересекает холм цвета охры в образе вытянутой обнаженной женской фигуры. В 1928 году он завершил картину Malerfamilie (находится в Зальцбургском музейе), на которой изображен тогда еще бездетный художник с женой и одним ребенком. В 1939 году он женился на норвежке Боргхильд Солхольм-Хансен и переехал с ней в Вену в Хоэ Варте в том же году, прежде чем он ушел на войну в 1940 году в звании сержанта. После окончания войны он вернулся к своей семье в Вену в 1945 году. У Георга Юнга было две дочери, Ева (*1939) и Верена (*1944).
Юнг умер в Вене в 1957 году и был похоронен на городском кладбище Зальцбурга .

## Работа
В окружении выдающихся художников, которые останавливались в Hotel de l’Europe во время Зальцбургского фестиваля, Юнг развил ярко выраженную склонность к рисованию еще в детстве. Молодого художника в первую очередь интересовали батальные сцены, в результате чего появилось большое количество работ. В школьные годы в Академической гимназии рисование с натуры было основным направлением его уроков рисования, так что в это время были созданы некоторые виды и мотивы города Зальцбург. Юнг рисовал и создавал военные сцены даже во время войны.
Помимо уроков рисования в школе и курса рисования обнаженной натуры в Венском университете прикладного искусства в Вене, Юнг обучался как художник-самоучка. С 1922 года во время курса рисования обнаженной натуры он сделал большое количество рисунков и впервые стал писать картины маслом. Вначале Юнг занимался проблемой цвета как формы частичных световых величин и отправился в Дрезден, чтобы встретиться с физиком Вильгельмом Оствальдом, который был удостоен Нобелевской премии за свои исследования в области теории цвета. Занимаясь теорией цвета вплоть до своих поздних работ, Юнг разработал «Цветомобиль», кинетический аппарат с постоянно меняющимися цветовыми созвездиями.
Юнг использовал поглощение гостиничного бизнеса своих родителей, чтобы лично снабдить отель новым интерьером и фресками. Даже после того, как отель был продан в 1938 году, Юнг продолжал работать в Зальцбурге и спроектировал, среди прочего, солнечные часы на здании университета и фреску на францисканской церкви. В 1942 году ему запретили выставляться, потому что национал-социалисты классифицировали его искусство как «дегенеративное».
В то время как в ранних работах Георга Юнга преобладали черты экспрессионизма и кубизма, абстракция приобрела большое значение в его более поздних работах.

## Использованная литература
- Альбин Рормозер, Георг Юнг. 1899—1957, Зальцбургский музей Каролино Августеум, Зальцбург, 1982.
- Ассоциация визуальных художников «Венский сецессион» (ред.), Георг Юнг: Галерея Венского сецессиона, Вена, 1949.
- Томас Хайнц Фишер, Георг Юнг. Диссертация, Зальцбургский университет, Зальцбург, 1984.
- Kunsthandel Wienerroither & Kohlbacher, австрийские мастера классического модернизма II. Том 3, Вена, 1999 г., S.Nr. 20